# Stepnovskij rajon
Lo Stepnovskij rajon, in russo Степновский район?, è un rajon del Kraj di Stavropol', nel Caucaso.